# Enrique Polanco
Enrique Polanco (* 11. August 1992) ist ein chilenischer Leichtathlet, der sich auf den Sprint spezialisiert hat.

## Sportliche Laufbahn
Erste Erfahrungen bei internationalen Meisterschaften sammelte Enrique Polanco im Jahr 2011, als er bei den Juniorensüdamerikameisterschaften in Medellín in 10,76 s im 100-Meter-Lauf den siebten Platz belegte und seinen Vorlauf über 200 Meter nicht beenden konnte. 2013 nahm er an der Sommer-Universiade in Kasan und schied dort über 100 Meter mit 10,78 s im Viertelfinale aus, während er im 200-Meter-Lauf mit 22,38 s in der ersten Runde scheiterte. 2014 belegte er bei den Südamerikaspielen in Santiago de Chile in 10,58 s den vierten Platz und erreichte auch mit der chilenischen 4-mal-100-Meter-Staffel in 40,30 s Rang vier. Anschließend gewann er bei den U23-Südamerikameisterschaften in Montevideo in 10,53 s die Bronzemedaille über 100 Meter hinter dem Peruaner Andy Martínez und Aldemir da Silva Júnior aus Brasilien. Zudem gewann er auch mit der Staffel in 41,20 s die Bronzemedaille hinter den Teams aus Brasilien und Paraguay. 2015 schied er bei den Südamerikameisterschaften in Lima mit 11,04 s in der ersten Runde aus und nahm anschließend mit der Staffel an den Panamerikanischen Spielen in Toronto teil, verpasste dort aber mit 40,14 s den Finaleinzug.
Bei den Ibero-Amerikanischen Meisterschaften 2016 in Rio de Janeiro schied er über 100 Meter mit 10,88 s im Vorlauf aus und konnte mit der Staffel sein Rennen im Finale nicht beenden. 2018 scheiterte er dann bei den Südamerikaspielen in Cochabamba mit 10,52 s in der Vorrunde und erreichte mit der Staffel in 39,97 s Rang vier. Im Jahr darauf belegte er bei den Südamerikameisterschaften in Lima in 10,70 s Rang acht und wurde mit der Staffel in 40,32 s Vierter. Anschließend schied er bei den Panamerikanischen Spielen ebendort mit 10,69 s über 100 Meter im Vorlauf aus. 2021 klassierte er sich bei den Südamerikameisterschaften in Guayaquil mit 10,49 s auf dem sechsten Platz über 100 Meter. 2023 startete er über 100 Meter bei den Panamerikanischen Spielen in Santiago de Chile und verpasste dort mit 10,57 s den Finaleinzug. Im Jahr darauf schied er bei den Ibero-Amerikanischen Meisterschaften in Cuiabá mit 10,60 s im Vorlauf über 100 Meter aus und belegte mit der Staffel in 40,10 s den fünften Platz.
In den Jahren 2018 und 2021 wurde Polanco chilenischer Meister im 100-Meter-Lauf und 2019 siegte er in der 4-mal-100-Meter-Staffel.

## Persönliche Bestzeiten
- 100 Meter: 10,25 s (+1,5 m/s), 26. April 2019 in Cochabamba
  - 60 Meter (Halle): 6,80 s, 23. Februar 2019 in São Caetano do Sul
- 200 Meter: 21,31 s (+1,2 m/s), 11. April 2015 in Santiago de Chile